# 시라이 다쓰야
시라이 다쓰야(일본어: 白井 達也, 1997년 4월 25일~)는 일본의 축구 선수이다.

## 구단 경력
그는 2020년 J3리그의 SC 사가미하라에 입단했다. 2020년 J3리그 준우승으로 J2리그로 승격했다. 2021년후 J3리그에 강등했다. 2022년까지 63경기에 출전하여, 2득점을 넣었다. 2023년 J3리그의 FC 이마바리로 이적했다. 2025년 반라우레 하치노헤로 이적했다.